# 伯太藩
伯太藩（はかたはん）は、和泉国和泉郡伯太村の伯太陣屋（現在の大阪府和泉市伯太町）を居所とした藩。譜代大名の渡辺家が1万3500石を治め、廃藩置県まで存続した。
1661年、渡辺吉綱が大坂定番に任じられた際、河内・和泉両国内で1万石の加増を受けて大名となった。以前からの領地であった武蔵国比企郡野本村（現在の埼玉県東松山市上野本・下野本周辺）を居所として野本藩（のもとはん）が成立したとされるが、河内国志紀郡大井（現在の大阪府藤井寺市大井周辺）に陣屋を置き大井藩（おおいはん）が立藩したという見解もある。3代目の渡辺基綱の時、1698年に領地替えが行われて武蔵国内の知行地が収公されたため、居所を和泉国大鳥郡大庭寺村（現在の大阪府堺市南区大庭寺周辺）に移して大庭寺藩（おおばでらはん / おばでらはん）となる。さらに1727年に伯太村へ移転したために伯太藩になり、以後9代約150年続く。
1661年に渡辺家が大名になって以後、河内・和泉両国内の領地については幕末まで大きな変動はない。本記事では、伯太移転以前も含め、1661年以後の渡辺家の藩について述べる。また、廃藩置県後に設置された伯太県（はかたけん）についても言及する。

## 歴史
藩主家の渡辺家は、徳川家康に仕えて「槍半蔵」の異名をとった渡辺守綱の子孫であり、尾張藩家老を務めた渡辺宗家（1万4千石。寺部陣屋）の分家筋にあたる。

### 野本藩

#### 前史：渡辺家と野本
天正18年（1590年）、徳川家康が関東に入部した際、渡辺守綱は武蔵国比企郡内で3000石の知行地を得た。守綱は比企郡野本村（現在の埼玉県東松山市上野本・下野本）に陣屋を構えたと記述する事典類もある。
この3000石の知行地は、守綱の嫡子・重綱に受け継がれ、重綱から三男の忠綱に分与された。忠綱は元和9年（1623年）に継嗣なく没し、知行地は収公されたが、翌寛永元年（1624年）に将軍徳川家光から忠綱旧領を重綱に還付する意向が示された。重綱は五男の吉綱に忠綱旧領3000石を分与することを願い出、これが認められた。翌寛永2年（1625年）、新田分を合わせて3520石余の領知朱印状が出された。吉綱は亡兄・忠綱の菩提を弔うため、江戸の根津に忠綱寺（現在は東京都台東区池之端に所在）を開基し、菩提寺とした。
その後、吉綱は昇進を重ね、小姓組番頭・御書院番頭・留守居などを経て、寛文元年（1661年）8月には側用人に任じられた。

#### 野本藩の成立
寛文元年（1661年）11月、渡辺吉綱は大坂定番に任じられた。この際、河内・和泉両国内で1万石が加増され、合計1万3500余石を領する大名となった。これにより野本藩が成立したと見なされる。『寛政重修諸家譜』は、1万石加増の記載に続き「のち武蔵国比企郡野本に居所を営む」とあり、野本村がのちに居所とされ、陣屋が設けられたことが記されている。吉綱が実際に大坂に赴任したのは翌寛文2年（1662年）3月である。寛文8年（1668年）、吉綱は任地である大坂で没した。
2代藩主の渡辺方綱には実子の男子が3人いたものの早世し、延宝8年（1680年）に方綱が没すると、尾張藩の渡辺家より基綱が迎えられ、婿養子として家督を継いだ。貞享元年（1684年）、基綱は初めて所領に赴く暇が与えられた（参勤交代）。『寛政譜』によれば、基綱の嫡男・渡辺登綱は元禄7年（1694年）に野本で誕生した。

#### 河内大井藩とする見解
渡辺吉綱は河内国志紀郡大井村（現在の大阪府藤井寺市大井周辺）に陣屋を置いたとし、その藩を大井藩とする見解もある。元禄3年（1690年）時点の大名の情報を収集した『土芥寇讎記』では、渡辺基綱の居所を「河内国大井」と記載している。
『藩と城下町の事典』は「大井藩」の項目を設け、「武蔵国野本藩の一時的な仮称」とする。同書の説明によれば、寛文元年（1661年）11月に加増を受けた吉綱は大井に陣屋を築いたとされるが、寛文2年（1662年）3月、吉綱が大坂赴任のために暇言上を行った際には野本を陣屋としているため、「大井藩」は数か月のみで廃藩となり「野本藩」に移ったのであろうとする。
「豊田村小谷家文書目録解題」は、渡辺家ははじめ武蔵国比企郡野本村に陣屋を置いていたが、寛文8年（1668年）に渡辺方綱が大井村に陣屋を置き、その後元禄11年（1698年）に大庭寺村に陣屋を移したとする。

### 和泉国への移転

#### 大庭寺藩
元禄11年（1698年）、渡辺基綱の武蔵国の所領は近江国内に移された。これに伴い、基綱は和泉国大鳥郡大庭寺村（現在の大阪府堺市南区大庭寺）に居所を移した。これにより、大庭寺藩が成立した。
元禄14年（1701年）、渡辺基綱は大坂定番に任じられた。渡辺家の藩（知行地）支配は大坂の定番屋敷に置かれたとみられ、大庭寺陣屋に実質的な陣屋機能はなかったのではないかとされる。

#### 伯太藩の成立
享保12年（1727年）4月、基綱は和泉国和泉郡伯太村（現在の大阪府和泉市伯太町）に居所を移した。これにより伯太藩が成立した。大坂の定番屋敷は定番役を退くと退去せねばならないため、在任期間が残り少ないことを見越しての陣屋の移転が幕府に出願されたものとみられる。陣屋移転は、大庭寺陣屋が狭小であったためであろうと推測されている。
伯太藩初代藩主・渡辺基綱は、享保13年（1728年）7月に大坂において没し、和泉郡下条大津村の南溟寺（現在の大阪府泉大津市神明町）に葬られた。伯太藩渡辺家はこの南溟寺を菩提寺とした。
基綱の死により渡辺家は大坂定番役を解かれることになった
。伯太村での「陣屋」（ここでは藩主屋敷および藩士屋敷）造成は「諸般の事情」から遅れた。藩は伯太村庄屋・青木甚左衛門宅を仮陣屋とし、近隣諸村で古材を集めて突貫工事で陣屋を急造した。陣屋完成後は藩主と一部藩士が陣屋内に住んだ。
享保20年（1735年）、第2代藩主・渡辺登綱が初めて国元に入った。
一部藩士は周辺諸村での仮住まいを続けており、これは藩と村の双方にとって負担であった}。宝暦11年（1761年）の時点で、陣屋在住の家臣は士分83人（家中の6割）、奉公人79人という。また、急造した陣屋の老朽化も進んだ。第3代藩主・渡辺信綱のもと、明和7年（1770年）に大規模な陣屋改修が行われた。
第7代藩主・渡辺則綱の時代、文政8年（1825年）に異国船打払令が出され、大阪湾の海防が強化された際、伯太藩も新たに海防担当の藩に加えられた。
第8代藩主・渡辺潔綱の時代、天保年間（1830年 - 1844年）に「伯太仮学校」が設置され、漢字・習字が教授された。

#### 幕末から廃藩置県まで
弘化4年（1847年）、渡辺潔綱が隠居し、子の渡辺章綱（14歳）が家督を継いで第9代藩主となった。章綱が伯太藩最後の藩主となる。
明治維新期に「伯太仮学校」は「新学士」を召し抱えて教授に任命し、教員の専門分化を行うなど、新体制への対応を図った。
明治2年（1869年）には版籍奉還を行った。

### 伯太県
明治4年（1871年）の廃藩置県により伯太県となり、旧藩邸は県庁に転用された。明治4年（1872年）、伯太県は堺県に編入された。藩知事（旧藩主）の東京定住が定められたことにともない、藩主屋敷は解体されたとされる。

### 後史
伯太仮学校は明治5年（1872年）に堺県の郷学校整備計画の中で、堺県泉州第11区の郷学本校に位置づけられた。翌1873年（明治6年）5月1日に旧藩の「政殿」（旧陣屋の一部建物が残っていたと見られる）を仮校舎として堺県第17番小学校（現在の和泉市立伯太小学校の前身）が設立されたが
、同年8月2日には村内の称念寺に移転している。
1884年（明治17年）に旧藩主・渡辺章綱は子爵となった。

## 歴代藩主

### 渡邊（渡辺）家
譜代 1万3500石
（野本藩成立後）
1. 吉綱
2. 方綱
3. 基綱

（伯太への移転後）
1. 基綱
2. 登綱
3. 信綱
4. 伊綱
5. 豪綱
6. 春綱
7. 則綱
8. 潔綱
9. 章綱

## 政治
伯太藩の家中は、150石の家老を頂点に、物成高50石以上で藩要職を務める上級士分、物成高50石未満ながら実務的な職掌を務める「士分」、賄席・徒歩格などの「士分以下」の3層から成っていた。

### 重臣
野本藩時代の重臣として、今井弥一右衛門、向山利右衛門の名が挙げられる。
伯太藩の主要な家臣としては以下の家があった。
- 向山家 - 武田勝頼の側衆8人の1人である向山出雲守の子孫。天正10年（1582年）武田家滅亡後徳川氏に従った保科氏に仕えた。保科正貞が大坂定番の際、向山利右衛門は大坂へ入る。寛文元年（1661年）保科正貞の後、渡辺吉綱が累進し大坂定番になり、利右衛門は吉綱の家臣となりその子孫は廃藩まで渡辺氏に仕えた。

歴代:伊兵衛、利右衛門、儀右衛門、儀右エ門、勝秀、勝高、勝良、勝／（廃藩）、秀二、健 、敏之、諒 
- 伊庭家 - 源氏佐々木氏の支流であり、佐々木経方の代より沙沙貴神社の神主になる。 経方の孫出羽権守重遠は、彼の宇治川の戦いの先陣として、戦記にある、四郎高綱と従兄弟の間柄であって、保元の乱に白河殿で戦没した。 この重遠の代に神崎郡伊庭村に居住し、初めて伊庭氏と名乗る。 重遠の後、貞資、貞平、貞光、公貞、時高、氏貞、基貞、高貞、貞安、實貞、貞職、貞信、貞勝の14代を経て伊庭貞勝は蒲生郡桐原郷に身をよせ、中小森（現在の近江八幡市）にて慶長12年没。 伊庭氏は渡辺吉綱に仕えて代官に挙げられ、近江国における伯太藩の飛び地（西宿、虫生、峰前、竹村等5ヵ村三千石）を支配するようになった。 佐々木源氏が伊庭氏を名乗ってから25代の後裔にあたる伊庭貞剛は明治12年裁判官から、住友本社に入社、33年2代目総理事として住友財閥の基礎を築いた。
- 長坂家
- 今井家 -　西田敏行の実父の家系
- 白鳥家
- 佐竹家
- 野々村家
- 中村家
- 杉浦家
- 小瀬家
- 小林家
1870年（明治3年）貢進生となり、開成学校・大学南校に入学した小林有也がいる。

## 領地

### 分布と変遷

#### 寛文4年（1664年）の野本藩領
寛文4年（1664年）、寛文印知の時点の野本藩領は以下の通り。
- 武蔵国
  - 比企郡のうち - 5村（3500余石）
    - 野本村、下青取村、今泉村、長楽村、葛袋村
- 河内国
  - 志紀郡のうち - 4村（2200余石）
    - 大井村、北木本村、国府村、田井中村

  - 古市郡のうち - 4村（1600余石）
    - 壷井村、大黒村、駒谷村、飛鳥村
- 和泉国
  - 大鳥郡のうち - 11村（4000余石）
    - 小代村、太平寺村、大庭寺村、豊田村、冨蔵村、逆瀬川村、畑村、鉢峯寺村、田中村、片蔵村、釜室村

  - 和泉郡のうち - 5村（2000余石）
    - 大津村、板原村、池上村、伯太村、黒鳥村

元禄初年には、表高1万3500石に対して内高は1万9000石余。

#### 江戸時代中後期の領地
伯太藩領は39か村と数えられ、各地に所在する村は5つの「郷」という単位にまとめられた。すなわち、和泉国和泉郡6か村は「下泉郷」、和泉国大鳥郡11か村は「上神谷郷」、河内国に散在する10か村は「河州郷」と呼ばれ、以上3つの郷は「泉河三郷」と総称された。近江国に散在する諸村は「東江州郷」「西江州郷」に編成された。泉河三郷においては、庄屋中に郷惣代が置かれた。
陣屋元である下泉郷でも所領の村は散在し、また相給も多く、村請制の形も複雑であった（1つの「村」が複数の集落に分かれ、庄屋を別個に出して年貢も集落別に納めるなど）。池上村は小泉藩と伯太藩の相給であったが、小泉藩が集落を含む330石余（池上村本郷）を支配する一方、伯太藩は320石余の耕地（出作）のみを支配する形態で、出作の村役人は出作に耕地を持つ本郷の百姓（人別は小泉藩支配）が務めた。

#### 幕末の領地
「豊田村小谷家文書目録解題」は、元禄11年（1698年）に渡辺家の武蔵国内の所領が近江国内に移されたあと、「後に至って」行われた領地替えとして以下を挙げている。
- 和泉国和泉郡内2村（池上村、黒鳥村）が、同郡内1村（春木川村）に替えられた
- 河内国志紀郡内1村（田井中村）と古市郡内1村（壷井村）が、志紀郡内2村（林村・古室村）・古市郡内1村（蔵之内村）・丹北郡内1村（一津屋村）に替えられた。
- 和泉国大鳥郡内1村（上神谷三木閉村）が新田村として加わった。

これによれば「旧高旧領取調帳データベース」の旧藩領の状況と一致する。『角川日本地名大辞典』は「幕末」の伯太藩領として和泉・河内国内各郡（ただし丹北郡への言及がない）および近江国に所在する知行高を以下の通り記す。
- 和泉国
  - 大鳥郡のうち - 12村（4600余石）
  - 和泉郡のうち - 4村（1800余石）
- 河内国
  - 志紀郡のうち - 5村（2100余石）
  - 古市郡のうち - 4村（1300余石）
  - 丹北郡のうち - 1村
- 近江国（3500余石）
  - 栗太郡のうち - 1村
  - 野洲郡のうち - 2村
  - 蒲生郡のうち - 2村
  - 高島郡のうち - 6村

#### 伯太県の管轄地
「旧高旧領取調帳データベース」によれば、廃藩置県後の伯太県管轄地は幕末の伯太藩領の諸村（それらの村の旧寺社領を含む）に加え1か村、すなわち和泉郡池上村（現在の和泉市池上町付近）が小泉藩領（および寺社領）から廃藩置県後の伯太県管轄地に移っているという情報が得られる。

### 地理

#### 伯太
近世の伯太村は、村高563石、人口550人（明和4年＝1767年時点）という規模の村であり、村の中央に熊野街道（小栗街道）が通過する。18世紀半ばの時点において伯太村は、百姓集落（もともとの伯太村）、武士の暮らす「陣屋」、および「新田町」という、性格の異なる3つの集落があった。
渡辺家の「陣屋」（藩主屋敷および藩士屋敷）は信太山丘陵の中腹に築かれ、小栗街道に面して大手門があった。小栗街道沿いには「新田町」と呼ばれる町屋があり、郷宿や酒屋・料理屋などがあった。百姓集落に在住する庄屋は、新田町も含めた伯太村の年貢収納や取り締まりを管轄した。
江戸時代の伯太村では、武士たちの暮らす陣屋が「上村」（俗に「ヤシキ」）と呼ばれる一方、百姓の暮らす集落は「下村（したむら）」と呼ばれた。廃藩置県後、旧伯太陣屋の集落は「伯太在住」と改称されたが、旧藩士の転出が相次いで「在住」内の人口が減少したため、1886年（明治19年）に伯太村と統合された。その後、1889年（明治22年）の町村制施行に伴い、伯太村と黒鳥村・池上村が合併し、近代行政村としての伯太村が発足する。

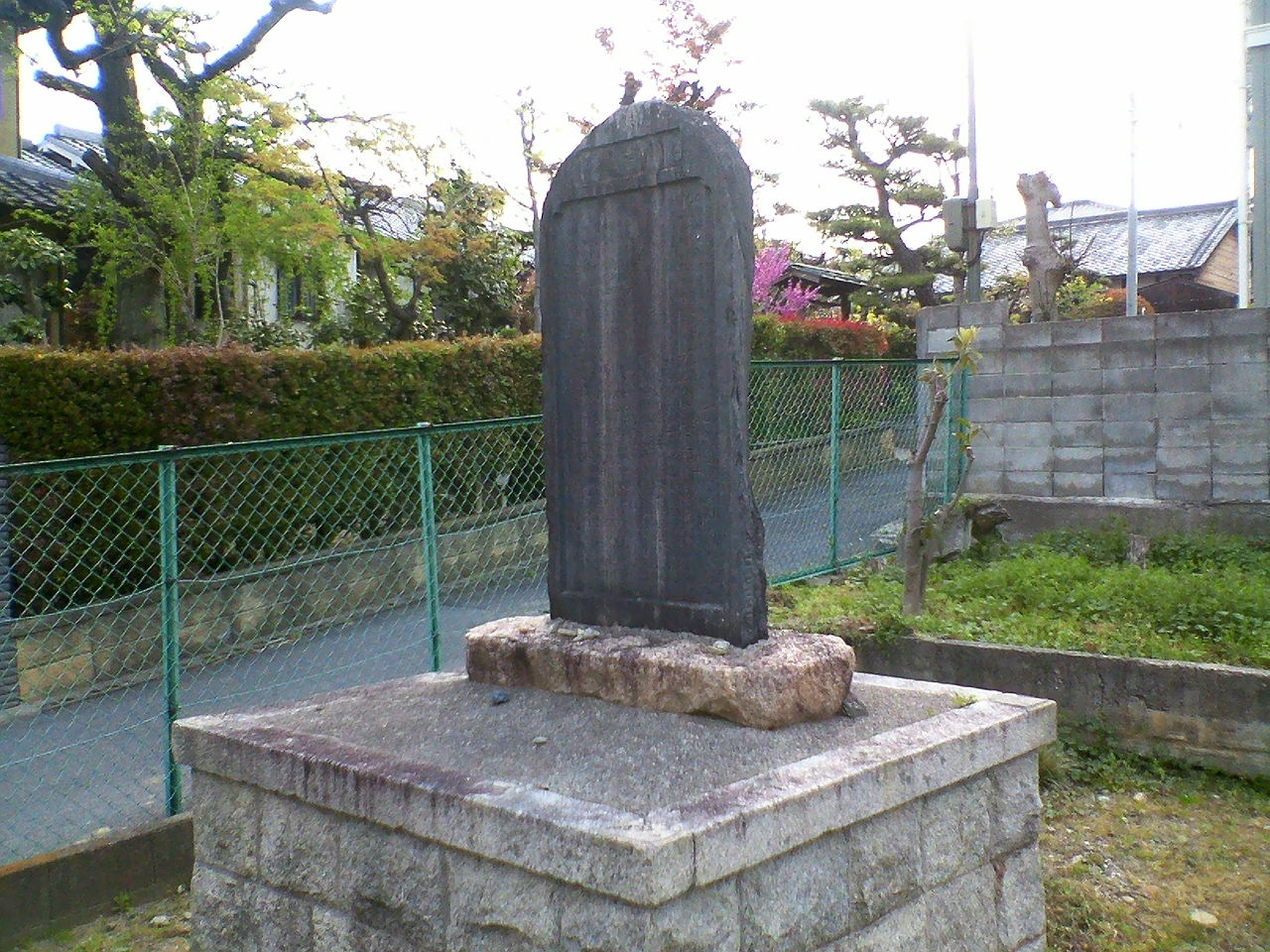
伯太藩御殿跡
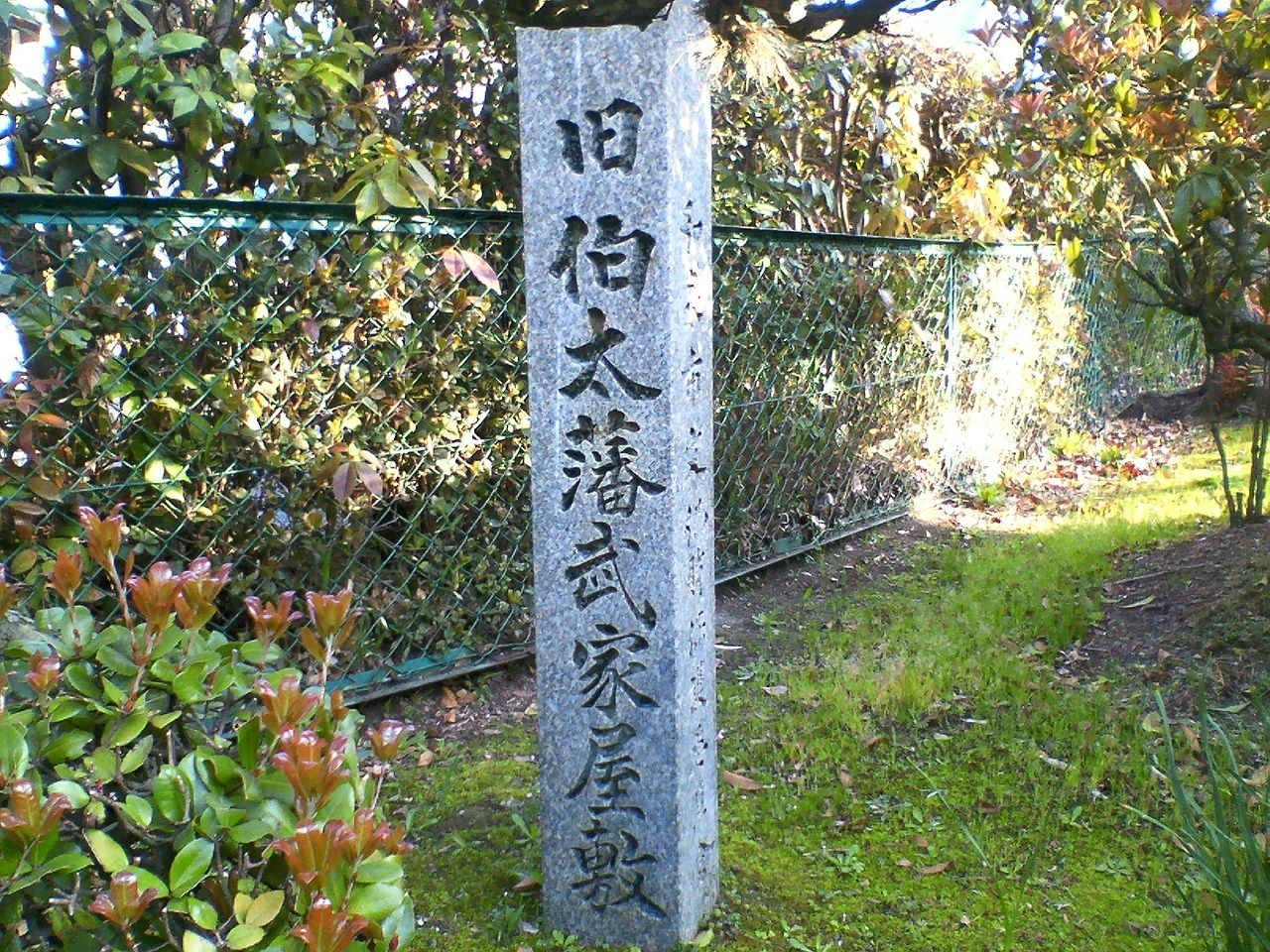
伯太藩屋敷跡
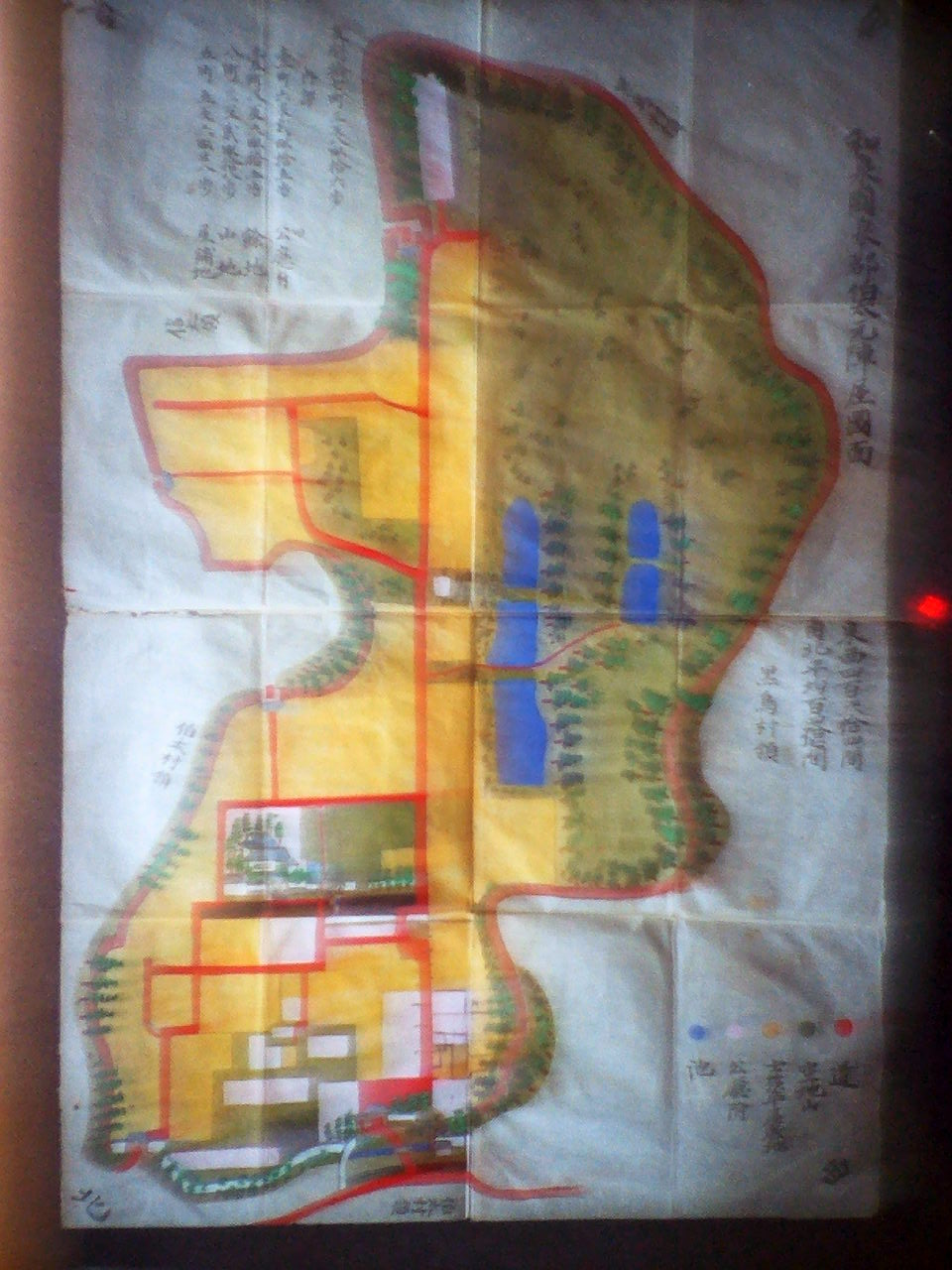
伯太藩陣屋絵図
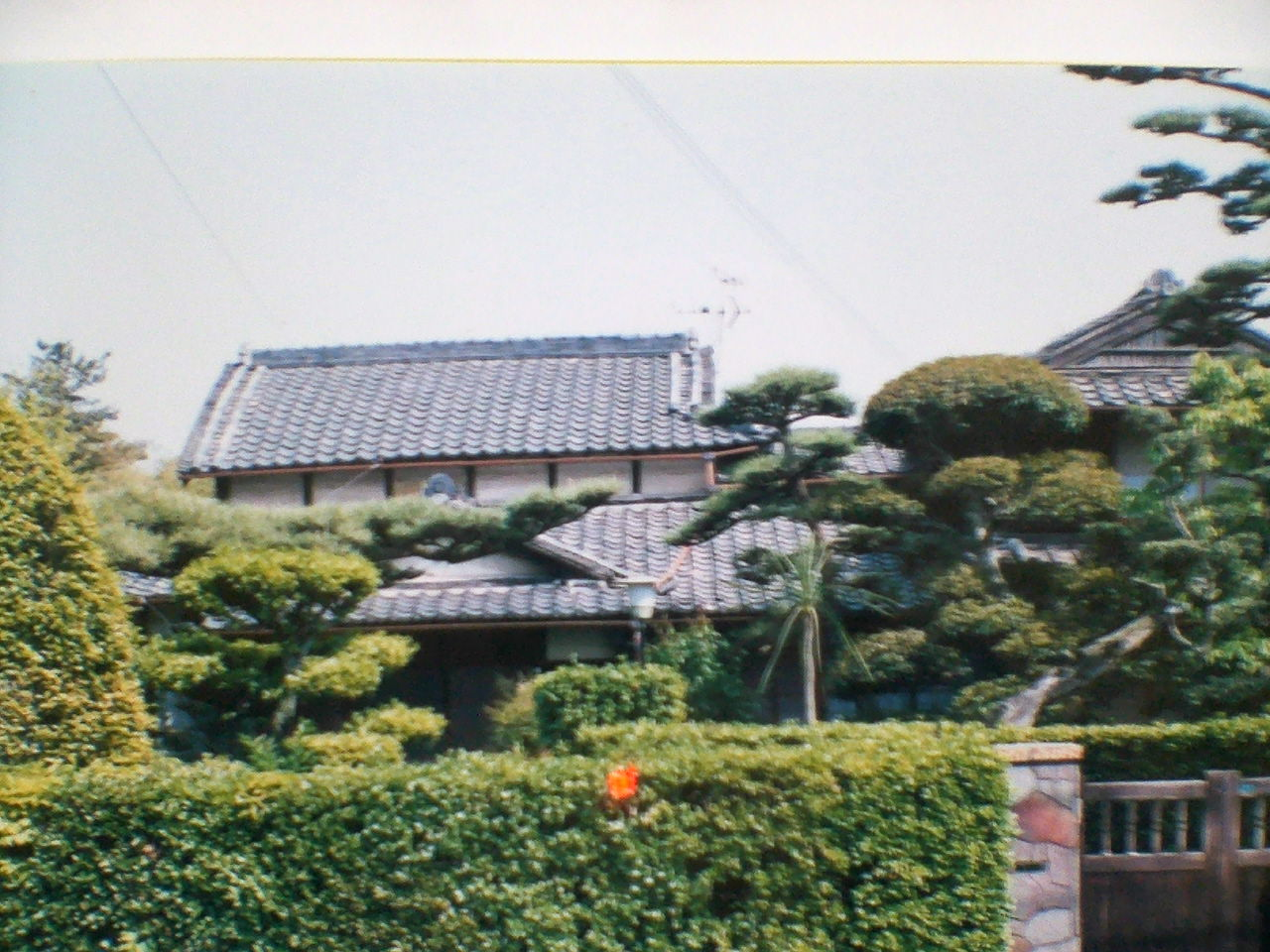
旧伯太藩士屋敷
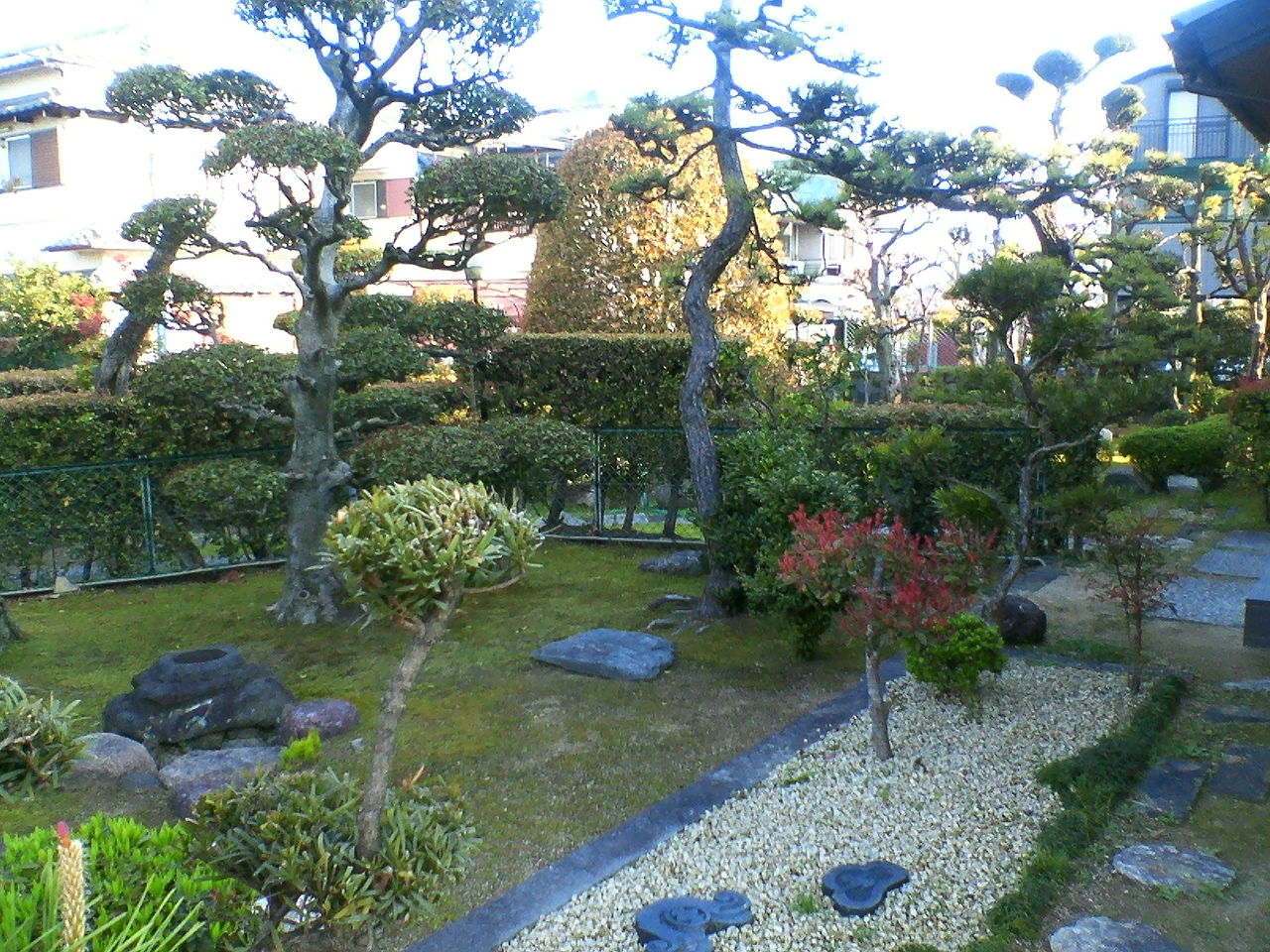
伯太藩屋敷跡

## 江戸における藩

### 江戸藩邸

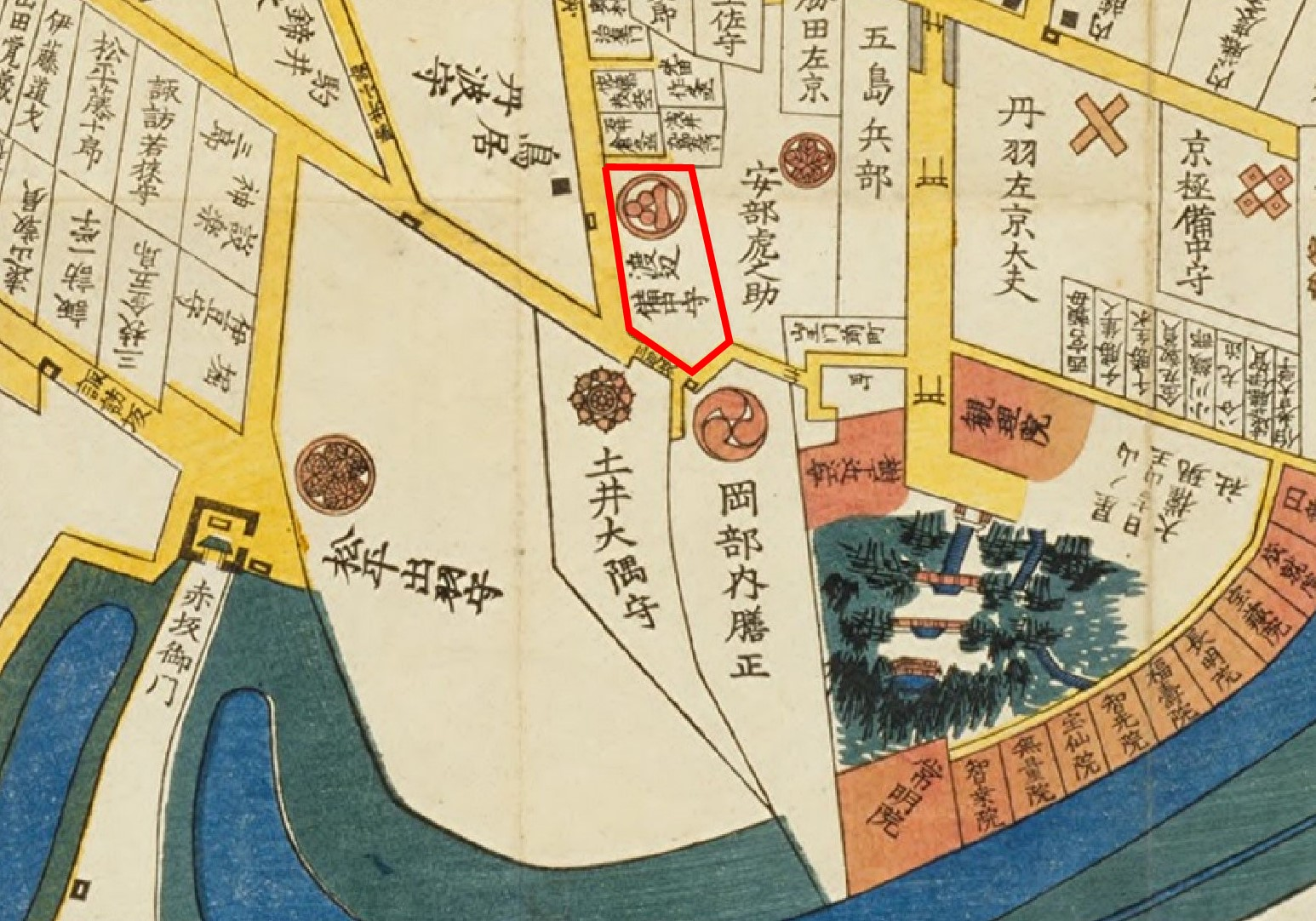
『江戸切絵図』に見る永田町の伯太藩上屋敷。左が北。

寛文元年（1661年）、野本藩渡辺家は江戸藩邸（上屋敷と下屋敷）を拝領した。上屋敷は幸橋御門内に所在した。翌寛文2年（1662年）には麻布屋敷を拝領したと記録されているが、これは下屋敷の改称である可能性がある。
宝永元年（1705年）、上屋敷は永田町（現在の東京都千代田区永田町二丁目、参議院議員会館付近）に移転し、以後明治初年に上地するまでこの場所にあった。議員会館裏手（西側）の坂は「三べ坂」と呼ばれるが、これは周辺に家名に「べ」の付く3家（伯太藩渡辺家・岡部藩安部家・岸和田藩岡部家）の上屋敷が所在したことによる。
永田町の伯太藩上屋敷については、1989年から1990年にかけて地下鉄（南北線）建設工事に伴う発掘調査が行われた。伯太藩のような小規模藩について、江戸屋敷が発掘調査される事例は珍しく、さらに国屋敷（知行地の陣屋）の発掘調査も行われて発掘成果の比較検討が可能な事例は稀有である。